# کاما سوترا سه‌بعدی
کاما سوترا سه‌بعدی (به هندی: Kamasutra 3D)فیلمی سه‌بعدی محصول سال ۲۰۱۳ و به کارگردانی روپش پال است. در این فیلم بازیگرانی همچون آندریا دی سوزا، میلیند گوناجی، ماکارند دشپاند، سوشمیتا موکرجی ایفای نقش کرده‌اند.